# Peter Cheyney
Peter Cheyney (eigentlich Reginald Evelyn Peter Southouse Cheyney, * 22. Februar 1896 in London; † 26. Juni 1951 ebenda) war ein britischer Autor von Hardboiled novels, einer Krimi-Gattung.

## Leben
Cheney arbeitete vor dem Ersten Weltkrieg als Angestellter und während des Krieges im Labour Corps Record Office. Er veröffentlichte erfolglos zwei Poesie-Bände. Sein erster Kriminalroman aus dem Jahr 1936 wurde ein finanzieller Erfolg. Im Laufe seiner weiteren Karriere schuf er Charaktere wie den FBI-Agenten Lemmy Caution (unter anderem verfilmt von Jean-Luc Godard 1965 in Lemmy Caution gegen Alpha 60) und Slim Callaghan. Die ZDF-Vorabendserie Slim Callaghan greift ein (1964) basiert lose auf der Reihe.

## Werke (Auswahl)
Lemmy-Caution-Serie
- This Man is Dangerous, 1936
  - Dt.: Dieser Mann ist gefährlich, 1960
- Poison Ivy, 1937
  - Dt.: Hiebe auf den ersten Blick, 1980
- Dames Don’t Care, 1937
  - Dt.: Serenade für zwei Pistolen, 1957
- Can Ladies Kill?, 1938
  - Dt.: Frauen sind keine Engel, 1963; auch.: Lemmy schießt nicht auf Blondinen, 1964
- Don’t Get Me Wrong, 1939
  - Dt.: Rote Lippen, blaue Bohnen, 1957
- You’d Be Surprised, 1940  
  - Dt.: Auf Befehl des FBI …, 1940
- Your Deal, My Lovely, 1941
  - Dt.: 1:0 für Lemmy, 1983
- Never a Dull Moment, 1942
  - Dt.: Im Banne der grünen Augen, 1959; auch: Lemmy läßt die Puppen tanzen, 1982
- You Can Always Duck, 1943
  - Dt.: Gut versteckt ist halb gewonnen, 1981
- I’ll Say She Does, 1945
  - Dt.: Die Geheimakten, 1962; auch: Wer Lemmy eine Grube gräbt, 1981
- G-man at the Yard, 1946
  - Dt.: Lemmy weiß mehr als Scotland Yard, 1964

Slim-Callaghan-Serie
- The Urgent Hangman, 1938
  - Dt.: Das verhängnisvolle Testament, 1960
- Dangerous Curves, 1939 (US-Titel: Callaghan, 1973)
  - Dt.: Achtung – Kurven!, 1956; auch: Gefährlichen Kurven für Callaghan, 1964
- You Can’t Keep the Change, 1940
  - Dt.: Slim Callaghan und die 3 Mädchen, 1961
- It Couldn’t Matter Less, 1941; auch: Set-Up for Murder
- Sorry You’ve Been Troubled, 1942;  (US-Titel: Farewell to the Admiral, 1943)
  - Dt.: Jeder ist verdächtig, 1959
- They Never Say When, 1944
- Uneasy Terms, 1946
  - Dt.: Nach Ihnen, meine Damen, 1956

Weitere
- You Can Call It a Day, 1940 (US-Titel: The Man Nobody Saw, 1949)
  - Dt.: Es kommt ganz anders, 1959; auch: Guten Abend, gute Nacht, 1980
- Another Little Drink, 1940 (US-Titel: A Trap for Bellamy, 1941)
  - Dt.: Ein gefährliches Leben, 1960
- The Stars Are Dark, 1943, auch: The London Spy Murders, 1944
  - Dt.: Unter dunklen Sternen, 1982
- The Dark Street, 1944; auch: The Dark Street Murders, 1946
  - Dt.: Die dunkle Straße, 1982
- Dance Without Music, 1947
  - Dt.: Tanz ohne Musik, 1959
- Try Anything Twice, 1948; auch: Undressed to Kill, 1959
  - Dt.: Einer gibt nicht auf, 1958
- Dark Wanton, 1948
  - Dt.: Eine Jungfrau liegt selten allein, 1981
- One of Those Things, 1949; auch: Mistress Murder, 1951
  - Dt.: So oder so ist das Leben, 1955
- Lady Behave, 1950 (US-Titel: Lady Beware)
  - Dt.: Benimm dich, Mädchen, 1955
- Dark Bahama, 1950; auch: I’ll Bring Her Back, 1952
  - Dt.: Dark Bahama, 1957
- Dressed to Kill, 1952
  - Dt.: In die Falle gegangen, 1963

Kurzgeschichten
- Mr. Caution – Mr. Callaghan, 1942
  - Dt.: Die gefährlichen Wege des Slim Callaghan, 1961

## Verfilmungen
- 1948: Bigamie...? (Uneasy Terms) – auch Drehbuch
- 1952: Kurier nach Triest (Diplomatic Courier)
- 1953: Dieser Mann ist gefährlich (Cet homme est dangereux)
- 1953: Im Banne des blonden Satans (La Môme vert de gris)
- 1953: Serenade für zwei Pistolen (Les Femmes s’en balancent)
- 1954: Detektiv Callaghan (Meet Mr. Callaghan)
- 1954: Callaghan schlägt zu (A toi de jouer … Callaghan)
- 1955: Keinen Whisky mehr für Callaghan (Plus de Whisky pour Callaghan)
- 1955: Rote Lippen – blaue Bohnen (Vous pigez?)
- 1960: Callaghan ist wieder da (Callaghan remet ça)
- 1960: Eddie geht aufs Ganze (Comment qu’elle est)
- 1961: Das ist nichts für kleine Mädchen (Lemmy pour les dames)
- 1963: Zum Nachtisch blaue Bohnen (A toi de faire … mignonne!)